# Белорусско-восточногерманские отношения
Белорусско-восточногерманские отношения — двухсторонние контакты между БССР и ГДР.

## История
В период летних каникул 1958 года между Минским государственным институтом иностранных языков и Йенским университетом проведён обмен студентами. 40 белорусских и немецких студентов получили возможность пройти трёхнедельную языковую стажировку в вузе-партнёре.
В 1964 году 6 студентов БГУ выехали на учёбу в ГДР.
В 1965 году в БССР прошёл День культуры ГДР.
В 1967 году между БГУ и Йенским университетом подписано соглашение о сотрудничестве. Одновременно постоянные контакты установили БПИ и высшая техническая школа в Ильменау.
В 1968 Минская область подписала соглашение о сотрудничество с Потсдамским округом. В следующем году аналогичный документ подписан Витебской областью и округом Франкфурт-на-Одере.
В 1972 году в Минске открылось генерального консульство ГДР.

## Студенты-русисты
Студенты из ГДР ездили в БССР изучать русский язык. Все дисциплины были ориентированы на широкое использование материалов белорусской культуры. В отдельных случаях восточногерманские студенты ознакомились с белорусской лексикой — названия некоторых предметов быта, исторические понятия, фразеологизмы и прочее. В курс русской литературы вводились произведения русскоязычных белорусских авторов либо переводы белорусскоязычных литераторов. Всё это привели к тому, что в русской речи студентов появились белорусизмы.